# 恩地
恩地（おんち）とは、中世日本において、主従関係を結んだ主君が従者に恩給として新たに給与した所領・土地。恩領（おんりょう）とも称する。

## 概要
戦功などの各種の奉公に対する御恩の一環として土地そのものあるいはその土地の所職を得分とともに与えられた。荘園公領制の強かった時代では土地の所職を与えることで土地の実質的な支配権を与える場合が多かったが、戦国時代に入ると土地そのものを与えることが一般化した。幕府と御家人だけでなく、武家社会一般の主従関係、荘園領主と荘官・荘民の間でも給田・土地の給付（御恩）と年貢・公事の納付（奉公）といった形で成立しえた（ただし、荘園で恩地の観念が成立するのは、武家社会の影響を受けた鎌倉時代中期以後とされている）。
恩地は主君によって第三者からの保護を厚く受けた反面、様々な規制が付けられており、更に主君の一方的な意思によって没収されることもあった。これは恩地は本来は主君のものであり、従者に対して仮に与えたものとする意識が強かったことによる。特に従者以外の第三者に恩地の権利が移ることは、「御恩と奉公」の関係を崩すことになり、主君の軍事的基盤を崩壊させる恐れがあったことから厳しく規制の対象とされた。
鎌倉幕府は当初は御家人への恩地を一代限りとしていたが、元久3年1月27日（建永元年:1206年3月8日）、大罪を犯した者以外に対しては子孫への相続を認めている（『吾妻鏡』）。御成敗式目（48条）によって私領（従者が元から所有していた土地）は売却を認める反面で恩地の売却を禁じるなど、恩領の売却や譲渡を処罰をもってたびたび禁じている。永仁の徳政令が御家人の恩地が凡下（庶民）に売られた場合、無償で御家人に返還しなければならないとされているのは、恩地の性格上、軍事的負担能力（器量・器用）のない凡下が所有することが許されない土地であるとする考えがあったことによる。室町幕府も原則的には同様の方針であったが、年期売や入質（質流れをしないことを条件とする）のように将来的には御家人に戻される一時的な権利移転は認めていた。戦国大名における恩地もこの路線上にあり、私領には軍役と城普請が課せられるのみであったが、恩地にはそれ以外の様々な負担が課され、分国法によって様々な規制が科されていた。例えば三好氏の新加制式や武田氏の甲州法度次第では、恩地は3か年以内の年期売に限って認めるなどの規制を設けている。